# Антониниан
Антониниан (на латински: antoninianus) е общоприето в нумизматиката название на римска сребърна (впоследствие медна) монета, която започва да се сече през 214 г. или 215 г. по заповед на император Каракала. Названието на монетата идва от пълното име на Каракала – Марк Аврелий Антонин. Равнява се на два денария. Външно антонинианът се отличава от денария по малко по-големия размер и това, че императорите са изобразявани на него не с лавров венец, а с корона.
Появата на антониниана се налага в резултат на финансовите трудности и ускорения инфлационен процес в Римската империя през 3 век. Макар и по-голям по размер, антонинианът съдържал само 1,5 пъти повече сребро от денария, въпреки официално обявената двойна стойност. Това накарало търговците да приравняват истинската му стойност спрямо тази на стоките, а това довело до покачване на цените и допринесло още повече за обезценяването на римската валута. Опит да спре това прави Александър Север, който прекратява издаването на антониниани. Следващите императори са принудени да възобновят сеченето му и той става основната парична единица на пазара. След средата на 3 век антониниана е в масова употреба, но бързо губи покупателната си способност. Количеството на сребро в монетата спада от 50% до под 30% в средата на века, след което се произвежда от посребрена бронзова сплав, билон или дори мед, при Галиен и Клавдий II. Следващите императори правят опити да възвърнат стойността на валутата, но те са неуспешни. Отсичането на антониниан спира при Диоклециан.